# Bernardino Adarraga Elizarán
Bernardino Adarraga Elizarán (1929 - 2007) fou un atleta basc nascut a Hernani (Guipúscoa).
Fou campió nacional de decatló set vegades, els anys 1948, 1951, 1952, 1953, 1955, 1956 i 1957. Fou també medalla d'or als Jocs de la Mediterrània de Barcelona (1955). Va tenir el record d'Espanya de decatló amb 5.851 punts aconseguit a Madrid en les competicions del 11-12 d'octubre de 1955. Destacava com a saltador amb perxa i llançador.
Era germà de tres altres atletes destacats: José Luis, Juan Bautista i Fernando.